# Jane Hall
Jane Hall (Melbourne, 20 januari 1971) is een Australisch actrice.

## Carrière
Hall speelde haar eerste rol in 1985 in de televisieserie The Henderson Kids. In 1989 was ze te zien in de soapserie Home and Away als Rebecca Fisher. Haar eerste langdurige rol kwam er in 1991 toen ze een hoofdrol had in de sitcom All Together Now. Ze speelde de rol van Anna Summers en bleef er de drie volle seizoenen aan de slag tot de serie er eind 1993 mee ophield. Daarna speelde ze heel wat gastrollen in verschillende series. In 2007 werd ze ingehaald bij de soapserie Neighbours, waar ze het personage Rebecca Napier vertolkte. Ze verliet de serie in 2011.
Hall leeft gescheiden en heeft dochter.